# 이치노에촌
이치노에촌(一之江村)은 도쿄부 미나미카쓰시카군에 일찍이 존재했던 촌이다.

## 역사
- 1889년 4월 1일 - 정촌제 시행에 수반해 미나미카쓰시카군 이치노에촌이 성립하였다.
- 1913년 1월 1일 - 미즈호촌과 합병해, 미즈에촌이 신설되어, 이치노에촌은 소멸하였다.
- 1932년 10월 1일 - 미나미카쓰시카군 전체가 도쿄시에 편입되어, 미즈에촌의 구역은 에도가와구가 되었다.

## 교통

### 철도
- 도쿄도 전차